# Nidderau
Nidderau är en stad i Main-Kinzig-Kreis i Regierungsbezirk Darmstadt i förbundslandet Hessen i Tyskland. Staden bildades 1 januari 1970 genom en sammanslagning av staden Windecken och kommunen Heldenbergen. Kommunerna Eichen och Erbstadt uppgick i staden 31 december 1971 och Ostheim 1 juli 1974.